# NGC 1593
NGC 1593 (ook wel NGC 1608) is een lensvormig sterrenstelsel in het sterrenbeeld Stier. Het hemelobject werd op 7 november 1863 ontdekt door de Duits astronoom Albert Marth.

## Synoniemen
- NGC 1608
- IC 2077
- PGC 15447
- MCG 0-12-44
- ZWG 393.37
- UGC 3082
- NPM1G +00.0156